# Молчанов Гліб Михайлович
Гліб Миха́йлович Молча́нов (нар. 4 жовтня 1923 — пом. 13 липня 2002) — радянський військовик часів Другої світової війни, командир взводу управління 14-ї батареї 4-го дивізіону 86-ї важкої гаубичної артилерійської бригади 5-ї артилерійської дивізії прориву 4-го артилерійського корпусу прориву, лейтенант. Герой Радянського Союзу (1945).

## Життєпис
Народився 4 жовтня 1923 року в селі Кубеї, нині Болградський район Одеської області, в сім'ї вчителя. Росіянин. Разом з родиною переїздить спочатку до Одеси, а згодом — до Кишинева (Молдова), де батько викладав у сільськогосподарському інституті. Школу закінчив у 1941 році.
З початком німецько-радянської війни евакуйований до Саратова (Росія). Вступив до Саратовського автодорожного інституту, де провчився кілька місяців. До лав РСЧА призваний Дурасовським РВК Саратовської області в листопаді 1941 року. Воював на Сталінградському, Центральному і 1-у Білоруському фронтах.
Бойове хрещення навідник гармати 1034-го артилерійського полку 127-ї стрілецької дивізії Г. М. Молчанов прийняв на Сталінградському фронті. Після поранення і лікування у шпиталі направлений на навчання в 3-тє Ленінградське артилерійське училище. У жовтні 1943 року молодший лейтенант Г. М. Молчанов призначений командиром взводу управління 86-ї важкої гаубичної артилерійської бригади. На цій посаді пройшов бойовий шлях від Дніпра через Україну, Білорусь, Польщу і Німеччину.
Особливо відзначився під час штурму Берліна. 21 квітня 1945 року о 8-й годині ранку 4-й дивізіон прорвався крізь передній край оборони супротивника і зайняв позиції довкола важливого мосту через берлінську автостраду, що знаходився за 8 кілометрів на північний схід від центру Берліна. Намагаючись оточити і знищити радянських артилеристів, ворог здійснив атаку силами до 300 піхотинців при підтримці 6 танків і самохідних гармат. Лейтенант Молчанов силами взводів управління і вогневого організував оборону мосту і вогневих позицій. Доки обслуги гармат відбивали наступ танків і САУ, Молчанов підняв в атаку своїх підлеглих і змусив ворога відступити, при цьому вбивши 45 і полонивши 16 солдатів супротивника.
Після війни продовжив військову службу. У 1952 році з відзнакою закінчив Військову академію імені М. В. Фрунзе. Член КПРС з 1952 року. Обіймав посади командира артилерійського дивізіону, заступника начальника штабу артилерії 4-ї гвардійської танкової дивізії, в штабі 50-ї ракетної армії. З 1955 року — старший викладач військової кафедри Смоленського інституту фізичної культури. У 1964 році полковник Г. М. Молчанов звільнений в запас. Працював начальником штабу цивільної оборони в тому ж ВНЗ.
Мешкав у Смоленську, де й помер 13 липня 2002 року. Похований на Братському кладовищі.

## Нагороди
Указом Президії Верховної Ради СРСР від 31 травня 1945 року за зразкове виконання бойових завдань командування на фронті боротьби з німецькими загарбниками та виявлені при цьому відвагу і героїзм, лейтенантові Молчанову Глібу Михайловичу присвоєне звання Героя Радянського Союзу з врученням ордена Леніна і медалі «Золота Зірка» (№ 6763).
Також був нагороджений двома орденами Вітчизняної війни 1-го ступеня (04.02.1945, 11.03.1985) і медалями.